# 잭 플로트닉
잭 플로트닉(Jack Plotnick, 1968년 10월 30일 ~ )은 미국의 배우, 성우이다.

## 출연 작품

### 영화
- 그라운드 콘트롤 (1998, Ground Control)
- 갓 앤 몬스터 (1998) - 에드먼드 케이 역
- 사랑은 언제나 어려워 (2001)
- 다운 위드 러브 (2003)
- Taco Bender (2003) - 데이비드 역 (단편)
- Girls Will Be Girls (2003)
- Straight-Jacket (2004)
- 미트 페어런츠 2 (2004)
- 아담과 스티브 (2005)
- Sleeping Dogs Lie (2006)
- 비버리힐즈 치와와 (2008)
- Remarkable Power (2008)
- 루버 (2010) - 회계사 역
- 샤페이의 멋진 모험 (2011) - 닐 역
- 이건 아니지 (2012, Wrong) - 돌프 스피링어 역
- Lonely Boy (2013)
- Paragon School for Girls (2013)
- 서버번 고딕 (2014)
- Play Nice (2014)
- 스페이스 스테이션 76 (2014, Space Station 76)
- 유아 킬링 미 (2015, You're Killing Me)
- Girls Will Be Girls 2012 (미정)

### 텔레비전
- 뱀파이어 해결사 (1998-99)
- 르노 911! (2003-22)
- 조안 오브 아카디아 (2004-05)
- 멘탈리스트 (2008-13)
- In the Drink (2010) - 데이비드 역
- 그레이스 앤 프랭키 (2017-22)